# Томіслав Чорич
Томіслав Чорич (хорв. Tomislav Ćorić; нар. 17 листопада 1979, Меткович/Плоче) — хорватський економіст, науковець, міністр праці та пенсійної системи, а згодом міністр охорони довкілля та енергетики Хорватії
в уряді Андрея Пленковича.

## Життєпис
В автобіографії Чорич називає рідним містом Плоче. У 1994—1998 роках навчався в середній школі ім. францисканця Андрії Качича Мілшича (хорв. fra Andrija Kačić Miošić) у Плоче. Вступивши після школи на економічний факультет Загребського університету, закінчив його в 2003 році за напрямом «фінанси». З 2004 по 2007 навчався на магістратурі цього ж факультету за програмою «Фінанси і банківська справа». Там само з 2008 по 2011 рік проходив докторантуру. У 2003—2011 роках працював асистентом кафедри фінансів економічного факультету Загребського університету, де з 2011 по 2013 рік був старшим асистентом, а з 2013 року по 2016 рік — доцентом. У червні 2016 став депутатом хорватського парламенту. Є членом Хорватського товариства економістів.
Активно володіє англійською мовою та пасивно німецькою — як в усній, так і письмовій формі.